# 土浦市立土浦第二小学校
土浦市立土浦第二小学校（つちうらしりつ つちうらだいにしょうがっこう）は、茨城県土浦市富士崎にある公立小学校。

## 沿革
（この節の出典）
- 1950年（昭和25年）
  - 4月1日 - 土浦市立土浦小学校分教場として開設。
  - 9月14日 - 土浦市立土浦第二小学校となる（創立記念日）。
- 1979年（昭和54年）11月16日 - 校舎が竣工。
- 2011年（平成23年）
  - 8月3日 - NHK全国学校音楽コンクール小学校の部、茨城県大会金賞。
  - 9月3日 - 同コンクール東日本大会、奨励賞を受賞。

## 通学区域
（この節の出典）
※以下の学区は土浦市立土浦第一中学校への進学。
- 桜町（一 - 三丁目）
- 有明町
- 港町（一 - 三丁目）
- 蓮河原町
- 蓮河原新町
- 滝田（一・二丁目）

※以下の学区は土浦市立土浦第四中学校への進学。
- 富士崎（一・二丁目）
- 下高津一丁目
- 小松（一 - 三丁目）
- 小松ケ丘町
- 千鳥ケ丘町

## 進学先中学校
- 土浦市立土浦第一中学校
- 土浦市立土浦第四中学校

※学区分けは上記に記載。

## 特記事項
- 校歌は佐竹素郎作詞、岩井清志作曲。
- 校訓は「明るく・なかよく・たくましく」